# Leskovik
Leskovik – miasto w Albanii, w obwodzie Korcza. W 2011 roku liczyło 1 525 mieszkańców.